# Смелый Лев
Смелый Лев, или Трусливый Лев — один из главных героев сказочного цикла о Стране Оз Лаймена Фрэнка Баума и о Волшебной стране и Изумрудном городе Александра Волкова.

## В «Удивительном волшебнике страны Оз»Л. Ф. Баума

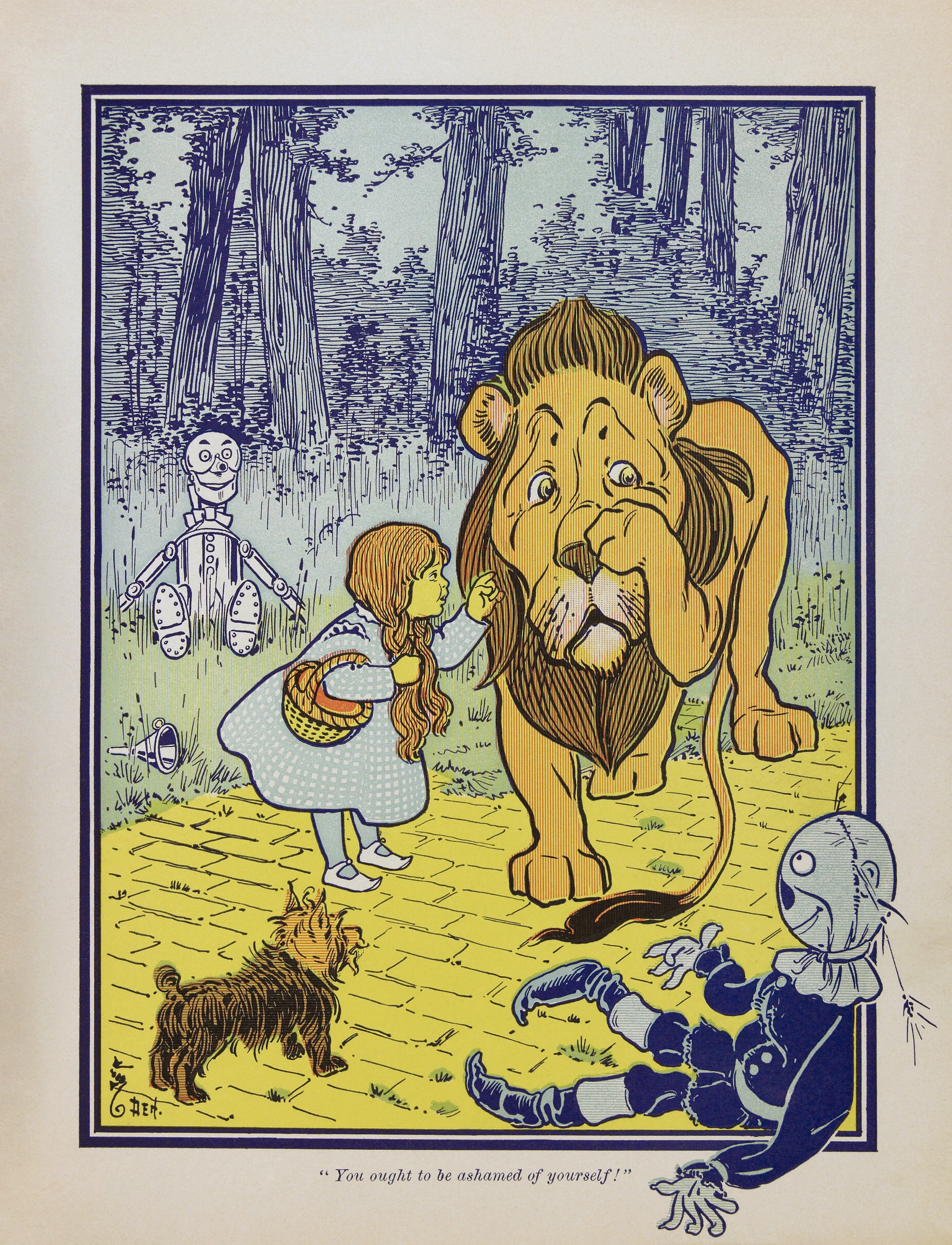

Образ Трусливого Льва А. М. Волков позаимствовал у Л. Ф. Баума, равно как и образы Страшилы, Железного Дровосека, многих других персонажей, да и самой Волшебной страны. Однако в сказочном цикле Баума Лев, получив смелость, не меняет своего имени и продолжает зваться Трусливым Львом, что противоречит его изменившемуся характеру — такого рода каламбуры Баум очень любил.
Приключения Льва в первых книгах Волкова и Баума практически идентичны. Зато в последующих продолжениях, вышедших из-под пера Баума, судьба Льва складывается несколько иначе. Он не «работает царём зверей» в далёком лесу, а почти неотлучно находится в Изумрудном городе, при дворе Принцессы Озмы, сменившей (в баумовской версии) Страшилу на посту Правителя.
Как и у Волкова, баумовский Лев тоже несколько выпадает из изначальной тройки друзей (Страшила, Дровосек, Лев), но Баум «даёт» Льву нового друга — в большинстве продолжений Трусливый Лев фигурирует в паре с Голодным Тигром. Почётная миссия Льва и Тигра состоит в том, чтобы возить Королевскую Красную Карету (главное транспортное средство Принцессы Озмы).
В отличие от своего волковского собрата, Трусливый Лев Баума не считает подобное занятие унизительным. Кроме того, это позволяет Льву принимать участие во множестве путешествий и экспедиций Принцессы Озмы и её многочисленных друзей. Стоит также добавить, что, как и все прочие жители страны Оз, Трусливый Лев не стареет и остаётся всегда полон жизненных сил.

## В «Волшебнике Изумрудного города»А. Волкова

### Появление
Впервые Лев появился в книге «Волшебник Изумрудного города». Явление его было внезапным и ужасным: без всякого предупреждения он выпрыгнул из засады и набросился на мирную компанию ничего не подозревавших друзей — девочку Элли, соломенное пугало Страшилу, Железного Дровосека и пёсика Тотошку. Собственно, Тотошкой Лев и намеревался закусить, но обстоятельства сложились иначе. Надо сказать, что в ту пору Смелый Лев ещё не носил столь гордого имени, напротив, он звался Трусливым Львом, поскольку в отличие от большинства зверей своего вида был обделён храбростью и очень из-за этого страдал.

### Знакомство с Элли и другими
Отважная Элли помешала Льву проглотить Тотошку, упрекнув огромного зверя в трусости, ибо «только трус мог решиться напасть на такую крошку». Льву ничего не оставалось, как признать правоту Элли и поведать путникам о своей беде. Проникнувшись сочувствием к несчастному лесному зверю, друзья приняли его в свою компанию. Ведь всех их объединяло то, что у каждого было трудноисполнимое заветное желание — Страшила мечтал получить мозги в свою соломенную голову, Дровосеку недоставало любящего сердца, а Элли с Тотошкой стремились вернуться на далёкую родину. Согласно магическому предсказанию, помочь друзьям мог только великий волшебник Гудвин, таинственный правитель Изумрудного города. К нему и направлялась разношёрстная компания.

### Боевые заслуги
Итак, Лев, мечтающий получить смелость, примкнул к друзьям и вскоре стал им верным товарищем. Только благодаря Льву путешественники смогли перебраться через две огромные расщелины: совершив несколько великолепных прыжков, Лев перенёс друзей на своей спине. В другой раз Льву пришлось, рискуя жизнью, задерживать наступление свирепых Саблезубых тигров.
Затем, при неудачной переправе через реку, именно Лев, преодолевая свою водобоязнь, сумел дотащить до берега оставшийся без управления плот, на котором плыли Железный Дровосек, Элли и Тотошка.

### На краю гибели
Не успели путники прийти в себя после приключения на реке, как их подстерегла новая опасность. Коварное маковое поле своим смертоносным усыпляющим ароматом чуть не погубило Элли, Льва и Тотошку. И если лёгонькую Элли с Тотошкой Страшила и Дровосек сумели вынести на руках в безопасное место, то неподъёмному Льву грозила настоящая смерть. В этот раз его спасла находчивость Страшилы и беспримерный подвиг целых полчищ полевых мышей, вытянувших Льва на тележке за привязанные к хвостикам нити.

### Характер Льва становится твёрже
Ещё немало трудностей встретилось друзьям на их пути. В битве с Летучими Обезьянами Дровосек и Страшила были почти уничтожены, а Лев, Элли и Тотошка попали в рабство к злой колдунье Бастинде. Но даже в тяжёлых условиях томительного заключения Лев не покорился жестокой ведьме, наотрез отказавшись возить её в упряжке, как она хотела.

### Исполнение желаний
После долгих странствий и испытаний Лев, как и остальные его друзья, добился исполнения своей мечты. Несмотря на то, что Гудвин оказался ненастоящим волшебником, он всё-таки сумел исцелить Льва от былой трусости, дав ему выпить некое снадобье на широком серебряном блюде (снадобье представляло собой шипучий квас с примесью валерьянки). После этого Лев, наконец, поверил в себя, и отныне с полным правом мог называться Смелым Львом и царём зверей.

### «Венчание» на царство
Главенствующее положение Льва в животном мире Волшебной страны вскоре окончательно упрочилось, когда Лев победил отвратительного гигантского Паука, сеявшего страх в отдалённом лесу. Звери этого леса, освобождённые от мерзкого Паука, в качестве благодарности признали Льва своим повелителем и пригласили на царствование. Проводив Элли, Лев вернулся в этот самый лес, где и поселился на долгие годы.

### Вытеснение на обочину сюжета
В последующих пяти книгах о Волшебной стране Смелый Лев неизменно присутствует, но роль его неуклонно уменьшается. Кроме того, в отличие от Страшилы и Железного Дровосека, Лев постепенно стареет, а из-за его огромных размеров ему порой не достаётся места в расширившейся компании друзей. Так, например, при освобождении Страшилы и Дровосека из заключения на Дозорной башне, Льву пришлось дожидаться товарищей внизу; а в военную экспедицию против великанши Арахны Льва просто не взяли.

#### Другие военные кампании
В борьбе с деревянными солдатами Урфина Джюса Лев принимал живейшее участие, но на этот раз все подвиги достались другим героям.
Когда же в третьей книге стало известно, что Элли со своим братом Фредом оказалась в плену у семи подземных королей, из всех друзей Элли Лев проявил наибольшую решительность. Он собрал огромное звериное войско, во главе которого двинулся освобождать Элли. Однако, по счастью, до военных действий дело не дошло, так как мудрый Страшила сумел уладить дело дипломатическим путём.

#### Трудности Подземной жизни
Тяжко пришлось Льву и в Подземной стране, куда однажды ему довелось спуститься вместе с другими жителями Волшебной страны ради спасения пленённой там Элли. Сырой климат Пещеры вызвал у царя зверей сильнейший бронхит, так что Лев быстро опустошил все местные аптеки и чуть не съел в придачу аптекаря, пропахшего лекарствами.

### Семейное положение
Что касается семейной жизни, то Лев — один из немногих персонажей сказочного цикла, кто обзавёлся семьёй. В пятой книге упоминается, что у Льва есть «львица и львята», которых он переправил во владения Стеллы, подальше от ядовитого Жёлтого тумана, в то время как сам отправился в Изумрудный город на подмогу к друзьям.

## Смелый Лев в книгах других авторов
Является персонажем сказки «Буратино в Изумрудном городе» Леонида Владимирского, фэнтези-цикла «Миры Изумрудного города» Сергея Сухинова и одним из главных героев сказочной повести «Лазурная фея Волшебной страны» Алексея Шпагина.

## Критика
Критическую трактовку образа Смелого Льва выдвинул драматург С. В. Образцов, посчитавший Льва «империалистом», так как тот «добивается царства».
В статье Л. А. Григоряна о градации ценности жизни животных в сказочном мире А. М. Волкова Смелый Лев по степени очеловечивания и по роли в сюжете отнесён к категории «квазилюдей», наряду с собаками Тотошкой и Артошкой и рядом других персонажей-животных, действующих наравне с людьми.
К. М. Спынь отмечает, что для большей живости и полноты образа Смелого Льва автор наделил его и несколько неоднозначными чертами, в частности хищническими наклонностями, однако это лишь делает его образ ближе читателю.